# Лудвиг (Арнсберг)
Вижте пояснителната страница за други личности с името Лудвиг.
Лудвиг фон Арнсберг (на немски: Ludwig von Arnsberg; на латински: Ludewicus comes de Arnesbergh; † 2 май 1313) от Дом Куик е граф на Арнсберг. Той управлява първо като съ-регент с баща си и сам от 1282 до 1313 г.

## Биография
Той е третият син на граф Готфрид III фон Арнсберг († 1282) и втората му съпруга Аделхайд фон Близкастел († пр. 1272), дъщеря и съ-наследничка на граф Хайнрих фон Близкастел († 1237) и графиня Агнес фон Сайн († 1259). Братята му Хайнрих, Фридрих и Готфрид умират рано. Сестра му Агнес (* ок. 1236; † 7 април 1306) е последната абатиса на женския манастир Мешеде и абатиса на Оединген. Брат му Йохан († 1319) е първият пробст на преобразувания каноник-манастир Мешеде.
Той се съюзява със Зигфрид фон Вестербург, архиепископ на Кьолн (1275 – 1297), който му обещава закрила от графовете на Марк и църковни даренияа за някои от синовете и братята му.
След почти четидесетгодишно управление граф Лудвиг умира на 2 май 1313 г.

## Фамилия
Лудвиг се жени 1276/1277 г. за Пиронета (Петронела) фон Юлих († 22 февруари 1300), третата дъщеря на граф Вилхелм IV фон Юлих († 1278) и графиня Рикарда (Рихардис) фон Гелдерн († 1293/98), дъщеря на граф Герхард IV фон Гелдерн. Те имат децата:
- Вилхелм (* ок. 1276; † 1338), граф на Арнсберг (1313 – 1338), женен 1296 г. за графиня Беатрикс фон Ритберг (* ок. 1280), дъщеря на граф Конрад II фон Ритберг
- Готфрид (* ок. 1285, † 1363), епископ на Оснабрюк (1321 – 1349) и архиепископ на Бремен (1348 – 1359)
- Валрам (* ок. 1292; † 1322/1323), каноник в Аахен, домхер в Утрехт, пропст на манастир Мешеде
- Герхард (* ок. 1290), каноник на Св. Гереон в Кьолн
- Фридрих, абат на манастир Щайнфелд и по-късно каноник в манастир Ведингхаузен
- Йохан (* ок. 1292), домхер в Падерборн и каноник на Св. Гереон в Кьолн
- Рихарда († сл. 1304), омъжена I. за княз Йохан II фон Мекленбург († 1299), II. 1302 г. за граф Вилхелм фон Дале († 1328)
- Перонета, канониска в Св. Цецилия в Кьолн
- Катарина († 1361 или 11 юли 1362), омъжена за Дитрих II фон Билщайн († 1335)
- Аделхайд, омъжена за граф Филип II/III фон Вианден († 1315/16)
- Мехтилд (* ок. 1300; † 1313), омъжена за граф Йохан III фон Олденбург († 1344), син на граф Йохан II фон Олденбург († ок. 1320) и принцеса Елизабет фон Брауншвайг-Люнебург († 1294, пр. 1298)
- Риксета, абатиса на Св. Урсула в Кьолн
- Лорета, канониска във Вилих
- Мехтилд, монахиня в манастир Оелингхаузен